# Gaswisseling
Gaswisseling is de uitwisseling van de gassen zuurstof (O2) en koolzuurgas (CO2) tussen een organisme en zijn omgeving ten behoeve van de respiratie of ademhaling. Gaswisseling is essentieel voor de ademhaling bij de mens, bij alle dieren en voor de ademhaling bij planten. Als er geen gaswisseling plaatsvindt volgt er verstikking.

## Gaswisseling bij mensen en zoogdieren

Gaswisseling in de longen
De alveoli zijn de longblaasjes.

Bij mensen en andere zoogdieren vindt gaswisseling in de longen plaats, waarbij zuurstof (O2) in het bloed wordt opgenomen terwijl koolzuurgas (CO2) aan de longlucht wordt afgegeven. Het bloed bevat rode bloedcellen (erytrocyten) waarin hemoglobine (Hb) zit. Hemoglobine kan zuurstof en in mindere mate koolstofdioxide aan zich binden. Zuurstof diffundeert door de wand van de longblaasjes en de wand van de haarvaten naar het bloed en bindt zich in de rode bloedcel aan de hemoglobine. Het wordt, gebonden aan hemoglobine, naar de weefsels vervoerd waar het wordt gebruikt bij de verbranding binnen iedere cel. Dit levert energie en CO2 op. De vrijgekomen CO2 lost op in het bloedplasma, bindt zich aan bloedeiwitten en hemoglobine en wordt door de circulatie terug vervoerd naar de longen. Het koolzuurgas diffundeert in de longen door de wand van de haarvaten en de wand van de longblaasjes naar de longlucht en bij het uitademen wordt de longlucht ten slotte uit het lichaam verwijderd.

## Planten
Door de huidmondjes, voornamelijk van het blad, wisselen planten gassen uit met de omgeving. Bij de afvoer van gassen verliezen de planten ook water in de vorm van waterdamp. Dit is de drijvende kracht achter het watertransport in de plant. Koolstofdioxide (CO2) wordt door de planten opgenomen en door de cellen in het blad gebruikt voor fotosynthese. Zuurstof (O2) wordt door de cellen als afvalstof afgegeven. 's Nachts hebben de planten zuurstof nodig.